# The Slim Shady Show
The Slim Shady Show – animowany telewizyjny serial stworzony przez amerykańskiego rapera Eminema. Każdy odcinek trwa około pięciu minut. Odcinki skupiają się na fikcyjnych przygodach alter ego Marshalla Mathersa jakim jest Slim Shady, Eminem, Ken Kaniff i on sam. Odcinki zostały wyreżyserowane przez Marka Brooksa, Petera Glistrapa i Paula Rosenberga. Większość postaci w odcinkach ma głos podłożony przez Eminema oraz przez innych ludzi takich jak Paul Rosenberg i Xzibit. Z powodu wyraźnej natury odcinków, wydanie DVD spotkało się z otrzymaniem kategorii BBFC 18 w Wielkiej Brytanii oraz kategorii OFLC MA15+ w Australii. Animacje wykorzystane w odcinkach są podobne do kreskówkowego segmentu z teledysku Eminema dla piosenki Role Model.

## Podstawowe informacje
Siedem odcinków zostało wytransmitowanych w internecie we wrześniu i październiku 2000 roku. Kolejne trzy znalazły się wyłącznie na płycie DVD wraz z pierwszymi siedmioma, płyta została wydana 5 listopada 2001 roku. Nowy odcinek został dołączony do kolekcjonerskiej edycji DVD, która była dostępna od 20 stycznia 2003 roku.

## Obsada[1]
- Eminem – Slim Shady, Marshall Mathers, Ken Kaniff i różne inne postacie
- Mark Brooks – Dave
- Lord Sear – Big D
- Xzibit – Knuckles
- Peter Gilstrap – drugorzędne postacie
- Janet Ginsburg – drugorzędne postacie
- Lisa Jenio – drugorzędne postacie
- Paul Rosenberg – drugorzędne postacie

## Lista odcinków[2]
| 1 | The Party Crashers                | Rozwalenie imprezy                | Paul Rosenberg | Matt Cirulnick | 16 września 2000     |
| Po przegranej grze w koszykówkę z dzieciakami z Southwest Park (odniesienie do „South Park”), Slim i gang decydują się na zemstę w ich własnym stylu. Po nakarmieniu Cartman’a czekoladą ze środkiem przeczyszczającym, podaniu Stanowi viagry i porwaniu Kenny’ego, gang wraca do domu, gdzie znajdują Mr. T, przeszukującego ich przyczepę. |                                   |                                   |                |                |                      |
| 2 | Plexi Max Extravaganza            | Widowisko Plexi Max               | Paul Rosenberg | Matt Cirulnick | 23 września 2000     |
| Gdy w lokalnej arenie odbywa się koncert Pristiny Gaguilery (parodia piosenkarki Christiny Aguilery), Marshall decyduje, że chce pójść i spełnić swoje pożądanie wobec niej. Ken Kaniff decyduje się pójść obejrzeć wyścig gigantycznych ciężarówek na tej samej arenie.                                                                      |                                   |                                   |                |                |                      |
| 3 | Dyke Hills Mall                   | Centrum handlowe Dyke Hills       | Paul Rosenberg | Matt Cirulnick | 30 września 2000     |
| Marshall w końcu poznaje Pristinę Gaguilerę podczas podpisywania autografów, jednak rada Slima Shady’ego zostawia go w kałuży gorącej wody. W międzyczasie Slim i Marshall odkrywają, że Pristina w rzeczywistości to robot. |                                   |                                   |                |                |                      |
| 4 | Movie Star Marshall               | Gwiazda filmu Marshall            | Paul Rosenberg | Matt Cirulnick | 6 października 2000  |
| Agent talentów wyszukuje Slima Shady’ego do filmu, jednak w celu zdobycia popularności dla Marshalla, Slim oddaje mu miejsce i daje mu przyjacielską radę jak zdobyć dziewczynę. |                                   |                                   |                |                |                      |
| 5 | Slimshank Redemption              | Odkupienie Slimshank’a            | Mark Brooks    | Matt Cirulnick | 13 października 2000 |
| Slim i jego gang znaleźli się w parodii serialu Oz. Trafili do więzienia po tym jak wpadli do tajemniczego rządowego magazynu. |                                   |                                   |                |                |                      |
| 6 | Ouija Board Blunders              | Błędy planszy Ouija               | Peter Gilstrap | Matt Cirulnick | 20 października 2000 |
| Slim i gang znajdują planszę Ouija podczas szukania PlayStation, po otworzeniu planszy ich posiedzenie wywołuje, między innymi, Gianniego Versace i bezgłowego Kurta Cobaina. |                                   |                                   |                |                |                      |
| 7 | Devirginization                   | Rozdziewiczenie                   | Peter Gilstrap | Matt Cirulnick | 27 października 2000 |
| Slim organizuje randkę Marshallowi, podczas gdy Dave znajduje magiczne grzybki rosnące na ścianie w łazience. Randka nie idzie zgodnie z planem. |                                   |                                   |                |                |                      |
| 8 | The Ass And The Curious           | Głupi i ciekawy                   | Peter Gilstrap | Matt Cirulnick | 5 listopada 2001     |
| Dustin Diamond zostaje przyłapany przez federalnych w toalecie podczas wpychania sobie leniwca w swój tyłek. Zmuszają go, by został tajniakiem i jego zadaniem jest zaprzyjaźnić się z załogą Slima, która zdaje się handlować grzybkami. |                                   |                                   |                |                |                      |
| 9 | The Making of The Slim Shady Show | The Making of The Slim Shady Show | Peter Gilstrap | Matt Cirulnick | 5 listopada 2001     |
| Eminem zabiera widzów, by spojrzeli na serial zza kulis, materiał zawiera wywiad z Eminemem, scenarzystą i niewidziany wcześniej materiał filmowy. |                                   |                                   |                |                |                      |
| 10 | The Lost Episode                  | Zagubiony odcinek                 | Peter Gilstrap | Matt Cirulnick | 5 listopada 2001     |
| Slim Shady ucieka przed policjantem, który ściga go za podłożenie jajka na siedzeniu w radiowozie. Marshall i Dave podczas oglądania telewizji widzą reklamę z Pristiną Gaguilerą. Marshall stwierdza, że kocha Pristinę. Dave proponuje Marshallowi, by pójść do centrum handlowego Dyke Hills zobaczyć występ Pristiny.                     |                                   |                                   |                |                |                      |
| 11 | Parent-Teacher Night              | Wywiadówka                        | Peter Gilstrap | Matt Cirulnick | 20 stycznia 2003     |
| Nauczycielka mówi rodzicom Dave’a, co zrobił tydzień temu w szkole wraz z przyjaciółmi. Przez to ekipa przyjaciół wpadła w kłopoty. |                                   |                                   |                |                |                      |

Społeczność skupiona wokół serwisu "shadyfans.pl" przetłumaczyła  wszystkie odcinki podstawowe, dwa odcinki bonusowe oraz The Making of The Slim Shady Show. Przetłumaczone filmy są dostępne na kanale YouTube tego serwisu.